# قرار مجلس الأمن التابع للأمم المتحدة رقم 106
تم تبني قرار مجلس الأمن التابع للأمم المتحدة رقم 106 بإجماع الأصوات في 29 مارس 1955 بعد الاستماع إلى تقرير كبير مراقبي هيئة رقابة الهدنة التابعة للأمم المتحدة في فلسطين، وإلى تصريحات أدلى بها ممثلا مصر وإسرائيل. وقد لاحظ المجلس أن لجنة الهدنة المشتركة المصرية الإسرائيلية اعتبرت أن "هجوماً مدبراً ومخططاً له أمرت به السلطات الإسرائيلية"، وقامت به قوات الجيش النظامية الإسرائيلية ضد قوات الجيش النظامية المصرية في قطاع غزة يوم 28 فبراير 1955. يدين المجلس هذا الهجوم كانتهاك لنصوص وقف إطلاق النار الصادرة عن قرار مجلس الأمن رقم 54، ويدعو إسرائيل مجدداً إلى أن تتخذ جميع الإجراءات الضرورية لمنع هذه الأعمال وأعرب عن إيمانه بأن المحافظة على اتفاقية الهدنة العامة يهددها قيام أي من الطرفين بانتهاك تلك الاتفاقية عمداً، وأنه من غير المستطاع تحقيق تقدم نحو عودة السلام الدائم في فلسطين إلا إذا أذعن الطرفان بصورة قطعية لالتزاماتهما.

## روابط خارجية
- نص القرار (بالإنجليزية)
- مقاتل من الصحراء